# (21172) 1994 CK10
A (21172) 1994 CK10 a Naprendszer kisbolygóövében található aszteroida. Eric Walter Elst fedezte fel 1994. február 7-én.